# Предел (философия)
Предел — по Аристотелю понятие, обозначающие
- границу каждой вещи, за которой нет ничего, что относилось бы к данной вещи;
- всякие очертания величины или того, что имеет величину;
- цель каждой вещи (таково то, на что направлены движение и действие, но не то, из чего они исходят, хотя иногда это и то и другое, — то, из чего они исходят, и то, на что они направлены, а именно конечная причина);
- сущность каждой вещи и суть её бытия, ибо суть бытия вещи — предел познания вещи; а если предел познания, то и предмета.

О пределе говорится в стольких же значениях, в скольких и о начале, и еще больше, ибо начало есть некоторый предел, но не всякий предел есть начало.
Во французской экзистенциальной постгегелевской философии пределом называют то, что ограничивает беспредельную активность трансгрессивных состояний. 